# گونی‌کند (داش‌کسن)
گونی‌کند (به لاتین: Güneykənd) منطقه‌ای مسکونی در جمهوری آذربایجان است که در شهرستان داش‌کسن واقع شده است. گونی‌کند ۳۲۹ نفر جمعیت دارد.